# 蘭格爾希爾 (特拉華州)
蘭格爾希爾（英語：Wrangle Hill）是位於美國特拉華州紐卡斯爾縣的一個非建制地區，坐落在13號美國國道、7號德拉瓦州州道與72號德拉瓦州州道交會處。此地區的地名源自於兩個先驅家族之間的世仇。

## 地理
蘭格爾希爾的座標為39°34′45″N 75°39′27″W / 39.57917°N 75.65750°W，而該地的平均海拔高度為18米（即59英尺）。